# 中部方面隊
中部方面隊（ちゅうぶほうめんたい、英語：JGSDF Middle Army）は、陸上自衛隊の方面隊の一つである。防衛大臣直轄（有事の際は陸上総隊直轄）にあり、東海（静岡県を除く）・北陸（新潟県を除く）・近畿・中四国地区2府19県（全国面積の約30%）の防衛警備や災害派遣等を担任。方面総監部は陸上自衛隊伊丹駐屯地に置かれている。

## 概要

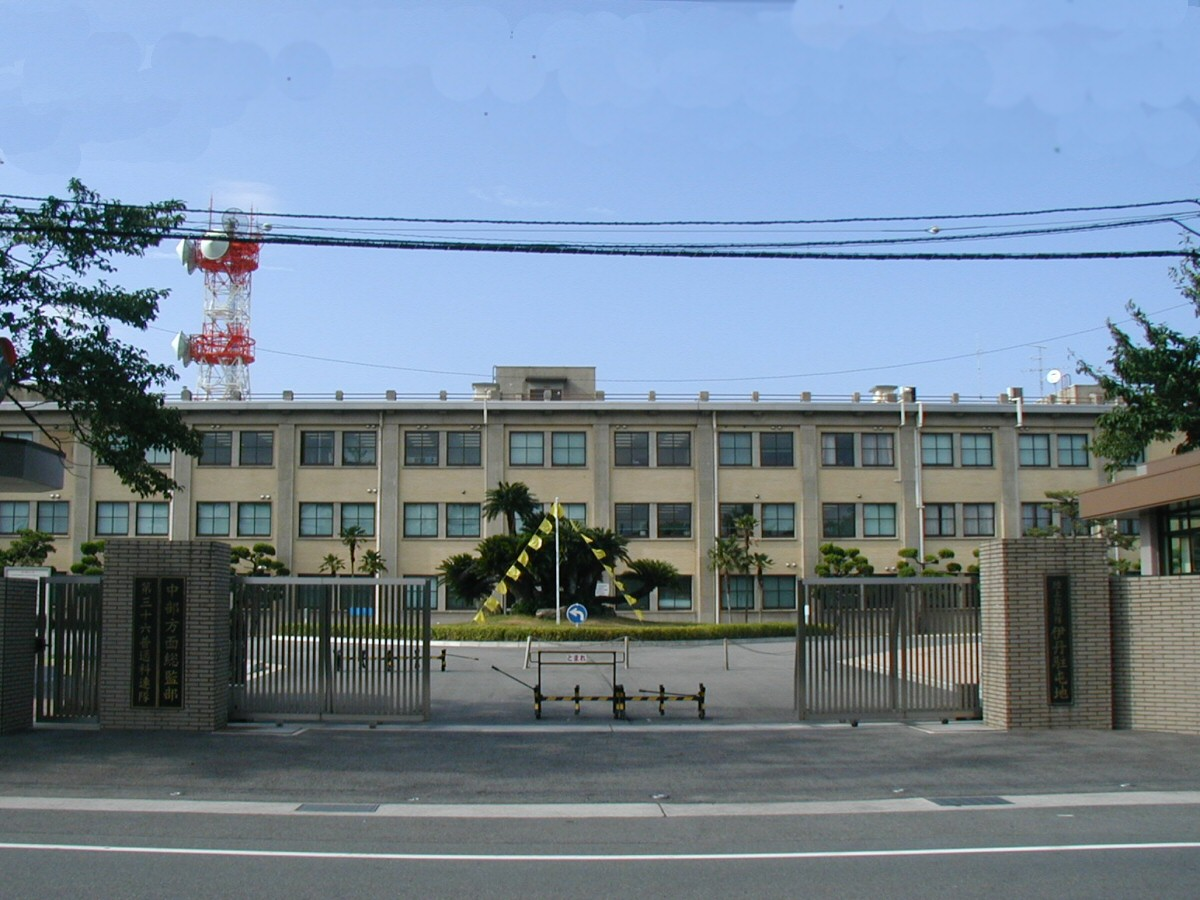
伊丹駐屯地正門（2005年当時）イラク入りした36連隊の無事を祈る黄色いハンカチがはためく

方面総監は陸将が充てられ、2個師団および2個旅団を基幹兵力としており、管内には31個の駐屯地、5個の分屯地、21個の自衛隊地方協力本部が配置されている。

## 沿革
- 1959年（昭和34年）8月1日：中部方面隊準備本部が臨時編成[1]。

中部方面隊
- 1960年（昭和35年）
  - 1月14日：方面管区制施行により中部方面隊編成完結[1]。警備担当区域は富山県、石川県、福井県、岐阜県、愛知県、三重県、滋賀県、京都府、大阪府、兵庫県、奈良県、和歌山県、鳥取県、島根県、岡山県、広島県、徳島県、香川県、愛媛県、高知県[2][3]。

  1. 中部方面総監部・同付中隊、中部方面会計隊、中部方面資料隊、中部方面調査隊、中部方面音楽隊が伊丹駐屯地において編成完結。
  2. 第3管区隊、第10混成団、第2教育団、関西地区補給処を隷下に編合。

  - 3月25日：中部方面総監部開庁式（伊丹駐屯地）[1]。
- 1961年（昭和36年）8月17日：第4施設団が大久保駐屯地に新編。
- 1962年（昭和37年）1月18日：部隊改編。

1. 総監部付中隊を総監部付隊に改編。
2. 師団制への改編により、第3管区隊は第3師団に、第10混成団は第10師団にそれぞれ称号変更、改編。
3. 第13師団を新編。山口県の警備担当を西部方面隊から移管[4]。
4. 中部方面航空隊を八尾駐屯地に新編。

- 1963年（昭和38年）3月31日：中部方面通信隊が伊丹駐屯地・大久保駐屯地に新編。
- 1964年（昭和39年）3月24日：中部方面武器隊が桂駐屯地に新編。
- 1968年（昭和43年）3月1日：中部方面通信隊（伊丹駐屯地）が中部方面通信群に称号変更。
- 1969年（昭和44年）4月1日：第304保安中隊が伊丹駐屯地において編成完結。
- 1970年（昭和45年）3月10日：第3師団・第13師団改編（甲師団化）。
- 1976年（昭和51年）
  - 3月25日：中部方面輸送隊が伊丹駐屯地に新編。
  - 8月20日：第8高射特科群が青野原駐屯地に新編。
- 1978年（昭和53年）1月30日：方面総監部の組織改編。中部方面資料隊（伊丹駐屯地）を廃止。
- 1981年（昭和56年）3月25日：四国・淡路島の警備を担当する第2混成団が善通寺駐屯地において編成完結。第13師団が乙師団化。
- 1994年（平成06年）3月28日：第3師団が乙師団化。
- 1998年（平成10年）3月26日：関西地区補給処が関西補給処に称号変更。
- 1999年（平成11年）3月29日：第13師団を第13旅団に改編｡
- 2002年（平成14年）3月27日：中部方面指揮所訓練支援隊が川西駐屯地において編成完結。
- 2003年（平成15年）
  - 2月7日：中部方面総監部の新庁舎が落成。
  - 3月27日：中部方面調査隊（伊丹駐屯地）を廃止。
- 2004年（平成16年）3月29日：部隊改編。

1. 中部方面後方支援隊および中部方面衛生隊を伊丹駐屯地に新編｡
2. 中部方面武器隊（伊丹駐屯地）を廃止。
3. 第10師団を戦略機動師団に改編。

- 2005年（平成17年）
  - 2月：第5次イラク復興支援群派遣。
  - 5月：第6次イラク復興支援群派遣。
- 2006年（平成18年）
  - 3月27日：第3師団を即応近代化師団に改編。第2混成団（善通寺駐屯地）を廃止し、第14旅団を善通寺駐屯地に新編。
  - 4月1日：上級曹長制度モデル方面隊として検証開始｡
- 2007年（平成19年）3月28日：中部方面情報処理隊が伊丹駐屯地に新編｡
- 2008年（平成20年）3月26日：中期防衛力整備計画 (2005)に基づく部隊改編｡

1. 第2教育団（大津駐屯地）を中部方面混成団に改編｡
2. 方面直轄部隊として中部方面移動監視隊が今津駐屯地に新編｡
3. 第304保安中隊（伊丹駐屯地）を第304保安警務中隊に改編し、中部方面警務隊隷下に編成替え｡

- 2010年（平成22年）3月26日：中部方面情報処理隊（伊丹駐屯地）を中部方面情報隊に改編し、中部方面移動監視隊と同日付で新編された中部方面無人偵察機隊（今津駐屯地）を編合｡
- 2014年（平成26年）3月26日：第10師団の改編（即応予備自衛官訓練を終了し第49普通科連隊を中部方面混成団に移管）｡
- 2016年（平成28年）5月：伊勢志摩サミット支援。
- 2018年（平成30年）
  - 3月27日：下記の新・改編を実施｡

  1. 第14旅団の改編（第15普通科連隊の即応機動連隊化、第14特科隊の廃止等）。
  2. 中部方面特科隊が松山駐屯地に新編（平時14旅団隷属）。
  3. 美保飛行場（航空自衛隊美保基地）内に美保分屯地（米子駐屯地に隷属）を開庁。中部方面航空隊の改編（第3飛行隊の新編）。

  - 7月～8月20日：平成30年7月豪雨における主力方面隊として災害派遣を実施[5]。
- 2019年（令和元年）6月：G20大阪サミット支援。
- 2022年（令和04年）3月17日：方面総監部、部隊の改編。

1. 方面総監部防衛部にシステム通信課が設置[6]。
2. 中部方面通信群（伊丹駐屯地）が中部方面システム通信群に改編[7] 。

- 2024年（令和06年）
  - 1月2日：前日1日に発生した令和6年能登半島地震に対処するため、中部方面総監を長とする統合任務部隊（JTF）を編成[8][9]。
  - 2月2日：統合任務部隊を解組し、中部方面隊を中心とする態勢に移行[10]。
  - 3月21日：第3特科隊（姫路駐屯地）、第10特科連隊（豊川駐屯地）、第13特科隊（日本原駐屯地）、中部方面特科隊（松山駐屯地）を廃止し、中部方面特科連隊を姫路駐屯地に新編。

## 編成
- 中部方面総監部（伊丹駐屯地）
- 中部方面総監部付隊「中方-付」

- 第3師団（3個普通科連隊基幹）
  - 第7普通科連隊
  - 第36普通科連隊
  - 第37普通科連隊
- 第10師団（3個普通科連隊基幹）
  - 第14普通科連隊
  - 第33普通科連隊
  - 第35普通科連隊
- 第13旅団（3個普通科連隊基幹）
  - 第8普通科連隊
  - 第17普通科連隊
  - 第46普通科連隊
- 第14旅団（1個即応機動連隊、1個普通科連隊基幹）
  - 第15即応機動連隊
  - 第50普通科連隊

- 中部方面混成団
  - 第47普通科連隊
  - 第49普通科連隊
  - 第4陸曹教育隊
- 第4施設団
  - 第6施設群
  - 第7施設群
- 中部方面特科連隊
- 第8高射特科群
- 中部方面航空隊

- 中部方面システム通信群
- 中部方面後方支援隊
- 中部方面会計隊
- 中部方面衛生隊
- 中部方面音楽隊
- 中部方面指揮所訓練支援隊
- 中部方面情報隊
- 陸上自衛隊関西補給処

## 方面総監部
中部方面総監部は、兵庫県伊丹市の伊丹駐屯地に所在する。

## 主要幹部
| 官職名                   | 階級    | 氏名     | 補職発令日     | 前職                                                                                         |
| ------------------------ | ------- | -------- | -------------- | -------------------------------------------------------------------------------------------- |
| 中部方面総監             | 陸将    | 遠藤充   | 2025年03月24日 | 防衛大学校副校長                                                                             |
| 幕僚長 兼 伊丹駐屯地司令 | 陸将補  | 相園和宏 | 2024年08月02日 | 北部方面総監部幕僚副長                                                                       |
| 幕僚副長                 | 陸将補  | 不破悟   | 2025年03月24日 | 西部方面航空隊長 兼 高遊原分屯地司令                                                         |
| 幕僚副長                 | 陸将補  | 𣘺本賦   | 2025年03月24日 | 第7師団副師団長 兼 東千歳駐屯地司令                                                          |
| 参事官                   | 事務官  | 森脇義雄 | 0000年00月00日 |                                                                                              |
| 総務部長                 | 1等陸佐 | 黒木勇人 | 2025年03月17日 | 陸上自衛隊関東補給処古河支処長                                                               |
| 人事部長                 | 1等陸佐 | 佐藤徹   | 2025年03月17日 | 陸上幕僚監部運用支援・訓練部訓練課長                                                         |
| 情報部長                 | 1等陸佐 | 小野一也 | 2024年03月21日 | 東北方面特科隊長                                                                             |
| 防衛部長                 | 1等陸佐 | 大山修   | 2024年03月28日 | 陸上幕僚監部監理部総務課長                                                                   |
| 装備部長                 | 1等陸佐 | 三宅睦   | 2025年03月24日 | 陸上自衛隊補給統制本部需品部長                                                               |
| 医務官                   | 1等陸佐 | 鈴木洋   | 2025年08月01日 | 防衛医科大学校病院放射線部副部長 兼 防衛医科大学校准教授 兼 防衛医科大学校病院耳鼻咽喉科勤務 |
| 監察官                   | 1等陸佐 | 淺田健   | 2023年08月01日 | 自衛隊滋賀地方協力本部長                                                                     |
| 法務官                   | 1等陸佐 | 中村雄三 | 2025年03月24日 | 陸上自衛隊教育訓練研究本部                                                                   |

### 歴代主要幹部
| 代                   | 氏名                 | 在職期間                        | 出身校・期              | 前職                                       | 後職                 |
| 中部方面隊準備本部長 | 中部方面隊準備本部長 | 中部方面隊準備本部長            | 中部方面隊準備本部長    | 中部方面隊準備本部長                       | 中部方面隊準備本部長 |
| -------------------- | -------------------- | ------------------------------- | ----------------------- | ------------------------------------------ | -------------------- |
| -                    | 池野清躬             | 1959年08月01日 - 1960年01月13日 | 東京帝国大学 昭和5年卒  | 西部方面総監                               | 中部方面総監         |
| 中部方面総監         |                      |                                 |                         |                                            |                      |
| 01                   | 池野清躬             | 1960年01月14日 - 1963年03月15日 | 東京帝国大学 昭和5年卒  | 中部方面隊準備本部長                       | 東部方面総監         |
| 02                   | 加納富夫             | 1963年03月16日 - 1967年03月19日 | 東京帝国大学 昭和8年卒  | 東北方面総監                               | 退職                 |
| 03                   | 久保田茂             | 1967年03月20日 - 1969年06月30日 | 陸士44期・ 陸大51期     | 防衛大学校幹事                             | 退職                 |
| 04                   | 渡邊博               | 1969年07月01日 - 1971年06月30日 | 陸士46期・ 陸大56期     | 第1師団長                                  | 退職                 |
| 05                   | 谷村弘               | 1971年07月01日 - 1973年06月30日 | 陸士49期・ 陸大59期     | 統合幕僚会議事務局長 兼 統合幕僚学校長     | 退職                 |
| 06                   | 平林克己             | 1973年07月01日 - 1975年03月16日 | 陸士51期・ 陸大58期     | 第7師団長                                  | 退職                 |
| 07                   | 中村定臣             | 1975年03月17日 - 1977年03月15日 | 陸士53期・ 陸大60期     | 防衛大学校幹事                             | 退職                 |
| 08                   | 登弘美               | 1977年03月16日 - 1979年03月15日 | 陸士55期                | 防衛大学校幹事                             | 退職                 |
| 09                   | 鈴木敏通             | 1979年03月16日 - 1980年02月11日 | 陸士57期                | 陸上幕僚副長                               | 陸上幕僚長           |
| 10                   | 村井澄夫             | 1980年02月12日 - 1981年05月31日 | 陸士58期                | 第5師団長                                  | 陸上幕僚長           |
| 11                   | 瀧武正               | 1981年06月01日 - 1983年03月15日 | 陸士59期                | 第9師団長                                  | 退職                 |
| 12                   | 大澤渉               | 1983年03月16日 - 1984年06月30日 | 陸士60期                | 第11師団長                                 | 退職                 |
| 13                   | 青砥聖               | 1984年07月01日 - 1986年03月16日 | 陸士61期                | 第6師団長                                  | 退職                 |
| 14                   | 竹田寛               | 1986年03月17日 - 1988年03月15日 | 名古屋大学 昭和28年卒   | 第4師団長                                  | 退職                 |
| 15                   | 多田利雄             | 1988年03月16日 - 1989年06月29日 | 大阪府立大学 昭和31年卒 | 第3師団長                                  | 退職                 |
| 16                   | 中尾時久             | 1989年06月30日 - 1991年03月15日 | 防大1期                 | 陸上幕僚副長                               | 退職                 |
| 17                   | 西元徹也             | 1991年03月16日 - 1992年03月15日 | 防大3期                 | 陸上幕僚副長                               | 陸上幕僚長           |
| 18                   | 宇野章二             | 1992年03月16日 - 1993年06月30日 | 防大4期                 | 防衛大学校幹事                             | 東部方面総監         |
| 19                   | 松島悠佐             | 1993年07月01日 - 1995年06月29日 | 防大5期                 | 第8師団長                                  | 退職                 |
| 20                   | 宮本敏明             | 1995年06月30日 - 1997年06月30日 | 防大7期                 | 陸上幕僚副長                               | 退職                 |
| 21                   | 大北太一郎           | 1997年07月01日 - 1998年06月30日 | 防大8期                 | 陸上自衛隊幹部学校長 兼 目黒駐屯地司令     | 退職                 |
| 22                   | 中谷正寛             | 1998年07月01日 - 2001年01月10日 | 防大10期                | 第4師団長                                  | 陸上幕僚長           |
| 23                   | 岩猿進               | 2001年01月11日 - 2003年03月26日 | 防大12期                | 第7師団長                                  | 退職                 |
| 24                   | 渡邊元旦             | 2003年03月27日 - 2005年07月27日 | 防大14期                | 統合幕僚会議事務局長                       | 退職                 |
| 25                   | 折木良一             | 2005年07月28日 - 2007年03月27日 | 防大16期                | 陸上幕僚副長                               | 陸上幕僚長           |
| 26                   | 中村信悟             | 2007年03月28日 - 2008年03月23日 | 防大17期                | 防衛大学校幹事                             | 退職                 |
| 27                   | 火箱芳文             | 2008年03月24日 - 2009年03月23日 | 防大18期                | 防衛大学校幹事                             | 陸上幕僚長           |
| 28                   | 角南俊彦             | 2009年03月24日 - 2010年07月25日 | 防大19期                | 第6師団長                                  | 退職                 |
| 29                   | 荒川龍一郎           | 2010年07月26日 - 2012年07月25日 | 防大21期                | 陸上幕僚副長                               | 退職                 |
| 30                   | 河村仁               | 2012年07月26日 - 2013年08月21日 | 防大22期                | 陸上自衛隊幹部学校長 兼 目黒駐屯地司令     | 退職                 |
| 31                   | 堀口英利             | 2013年08月22日 - 2014年08月04日 | 防大23期                | 陸上自衛隊補給統制本部長 兼 十条駐屯地司令 | 退職                 |
| 32                   | 山下裕貴             | 2014年08月05日 - 2015年08月03日 | 大分工業大学 昭和54年卒 | 陸上幕僚副長                               | 退職                 |
| 33                   | 鈴木純治             | 2015年08月04日 - 2017年08月07日 | 防大26期                | 陸上幕僚副長                               | 退職                 |
| 34                   | 岸川公彦             | 2017年08月08日 - 2019年08月22日 | 防大28期                | 防衛大学校幹事                             | 退職                 |
| 35                   | 野澤真               | 2019年08月23日 - 2021年12月21日 | 防大30期                | 第2師団長                                  | 退職                 |
| 36                   | 堀井泰蔵             | 2021年12月22日 - 2024年03月27日 | 二松學舍大学 昭和62年卒 | 第8師団長                                  | 退職                 |
| 37                   | 小林弘樹             | 2024年03月28日 - 2025年03月23日 | 防大34期                | 陸上幕僚副長                               | 陸上総隊司令官       |
| 38                   | 遠藤充               | 2025年03月24日 -                | 防大35期                | 防衛大学校副校長                           |                      |

| 代 | 氏名            | 在職期間                        | 出身校・期            | 前職                                                        | 後職                                             |
| -- | --------------- | ------------------------------- | --------------------- | ----------------------------------------------------------- | ------------------------------------------------ |
| 01 | 伊代茂          | 1960年01月14日 - 1962年03月15日 | 陸士42期・ 陸大54期   | 中部方面隊準備本部幕僚長                                    | 陸上自衛隊武器補給処長 兼 霞ヶ浦駐とん地司令     |
| 02 | 田熊利三郎      | 1962年03月16日 - 1964年07月15日 | 陸士43期・ 陸大52期   | 中部方面総監部幕僚副長                                      | 陸上幕僚監部付 →1965年1月1日 退職（陸将昇任）    |
| 03 | 三岡健次郎      | 1964年07月16日 - 1966年06月30日 | 陸士46期・ 陸大55期   | 陸上自衛隊幹部学校教育部長                                  | 第9師団長                                        |
| 04 | 村田稔          | 1966年07月01日 - 1968年03月15日 | 陸士48期・ 陸大58期   | 陸上幕僚監部施設課長                                        | 第5師団長                                        |
| 05 | 正寶治平        | 1968年03月16日 - 1970年06月30日 | 陸士49期・ 陸大59期   | 第5師団副師団長 兼 帯広駐とん地司令                         | 陸上自衛隊通信学校長                             |
| 06 | 平林克己        | 1970年07月01日 - 1971年06月30日 | 陸士51期・ 陸大58期   | 自衛隊東京地方連絡部長                                      | 第7師団長                                        |
| 07 | 廣谷次夫        | 1971年07月01日 - 1972年06月30日 | 陸士53期・ 陸大60期   | 陸上幕僚監部第1部長                                         | 第12師団長                                       |
| 08 | 吉松秀信        | 1972年07月01日 - 1974年06月30日 | 陸士54期              | 自衛隊大阪地方連絡部長                                      | 陸上自衛隊通信学校長 兼 久里浜駐とん地司令       |
| 09 | 安岡幸吉        | 1974年07月01日 - 1976年06月30日 | 陸士56期              | 中部方面総監部幕僚副長                                      | 陸上自衛隊高射学校長 兼 下志津駐とん地司令       |
| 10 | 藤吉俊男        | 1976年07月01日 - 1978年03月15日 | 陸士58期              | 自衛隊大阪地方連絡部長 →1978年1月10日 陸将昇任              | 第12師団長                                       |
| 11 | 中村薫正        | 1978年03月16日 - 1980年03月23日 | 陸士58期              | 東北方面総監部幕僚副長 →1979年7月1日 陸将昇任               | 陸上自衛隊幹部候補生学校長 兼 前川原駐とん地司令 |
| 12 | 大澤渉 （陸将） | 1980年03月24日 - 1981年03月30日 | 陸士60期              | 中部方面総監部幕僚副長                                      | 第11師団長                                       |
| 13 | 柴田幸彌        | 1981年03月31日 - 1982年06月30日 | 陸航士60期            | 陸上幕僚総監部監理部長 →1981年7月1日 陸将昇任               | 陸上自衛隊関西地区補給処長 兼 宇治駐屯地司令     |
| 14 | 平塚宏          | 1982年07月01日 - 1983年06月30日 | 愛媛大学 昭和28年卒   | 陸上自衛隊富士学校普通科部長 →1983年3月16日 陸将昇任        | 第5師団長                                        |
| 15 | 中川芳一        | 1983年07月01日 - 1985年03月15日 | 鹿児島大学 昭和28年卒 | 陸上自衛隊幹部学校副校長 兼 企画室長 →1984年7月1日 陸将昇任 | 陸上自衛隊高射学校長 兼 下志津駐屯地司令         |
| 16 | 種具正二郎      | 1985年03月16日 - 1986年03月16日 | 中央大学 昭和30年卒   | 自衛隊大阪地方連絡部長 →1985年7月1日 陸将昇任               | 第4師団長                                        |
| 17 | 深山明敏        | 1986年03月17日 - 1988年03月15日 | 防大1期               | 陸上自衛隊富士学校機甲科部長                                | 第3師団長                                        |
| 18 | 山崎友久        | 1988年03月16日 - 1990年03月15日 | 防大3期               | 陸上幕僚監部調査部長                                        | 第6師団長                                        |
| 19 | 齊野光浩        | 1990年03月16日 - 1991年06月30日 | 防大4期               | 陸上幕僚監部調査部長                                        | 第7師団長                                        |
| 20 | 室本弘道        | 1991年07月01日 - 1993年03月23日 | 防大6期               | 陸上幕僚監部調査部長                                        | 防衛研究所副所長 兼 第2研究所長                  |
| 21 | 久留島昭彦      | 1993年03月24日 - 1996年03月24日 | 防大8期               | 第4施設団長 兼 大久保駐屯地司令                             | 陸上自衛隊武器補給処長 兼 霞ヶ浦駐屯地司令       |
| 22 | 池田修          | 1996年03月25日 - 1997年01月19日 | 防大9期               | 陸上自衛隊富士学校普通科部長                                | 第10師団長                                       |
| 23 | 安村勇徳        | 1997年01月20日 - 1998年06月30日 | 防大10期              | 統合幕僚会議事務局第2幕僚室長                               | 第5師団長                                        |
| 24 | 宮武良光        | 1998年07月01日 - 2000年04月27日 | 防大11期              | 陸上幕僚監部監察官                                          | 第8師団長                                        |
| 25 | 河野芳久        | 2000年04月28日 - 2002年12月01日 | 防大14期              | 陸上自衛隊北海道補給処長 兼 島松駐屯地司令                  | 第2師団長                                        |
| 26 | 矢澤昌志        | 2002年12月02日 - 2003年12月04日 | 防大15期              | 陸上幕僚監部監察官                                          | 第1師団長                                        |
| 27 | 輪倉昇          | 2003年12月05日 - 2005年03月27日 | 防大17期              | 陸上幕僚監部監察官                                          | 第2師団長                                        |
| 28 | 師岡英行        | 2005年03月28日 - 2006年08月03日 | 防大19期              | 陸上自衛隊北海道補給処長 兼 島松駐屯地司令                  | 第2師団長                                        |
| 29 | 君塚栄治        | 2006年08月04日 - 2007年07月02日 | 防大20期              | 陸上幕僚監部人事部長                                        | 第8師団長                                        |
| 30 | 中川義章        | 2007年07月03日 - 2009年12月06日 | 東京大学 昭和53年卒   | 統合幕僚監部報道官                                          | 第1師団長                                        |
| 31 | 日髙政広        | 2009年12月07日 - 2011年08月04日 | 防大23期              | 第1特科団長 兼 北千歳駐屯地司令                             | 第6師団長                                        |
| 32 | 鈴木純治        | 2011年08月05日 - 2013年08月21日 | 防大26期              | 第10師団副師団長 兼 守山駐屯地司令                          | 第3師団長                                        |
| 33 | 角南良児        | 2013年08月22日 - 2015年08月03日 | 防大27期              | 第6師団副師団長 兼 神町駐屯地司令                           | 第3師団長                                        |
| 34 | 山内大輔        | 2015年08月04日 - 2017年03月26日 | 防大29期              | 警務隊長                                                    | 陸上自衛隊関東補給処長 兼 霞ヶ浦駐屯地司令       |
| 35 | 蛭川利幸        | 2017年03月27日 - 2019年03月31日 | 防大31期              | 自衛隊大阪地方協力本部長                                    | 第6師団長                                        |
| 36 | 木口雄司        | 2019年04月01日 - 2020年08月24日 | 防大32期              | 陸上自衛隊高射学校長 兼 下志津駐屯地司令                    | 防衛研究所副所長                                 |
| 37 | 中野義久        | 2020年08月25日 - 2021年03月25日 | 防大31期              | 防衛研究所副所長                                            | 第10師団長                                       |
| 38 | 酒井秀典        | 2021年03月26日 - 2022年12月22日 | 防大33期              | 第11旅団長                                                  | 第10師団長                                       |
| 39 | 今村武          | 2022年12月23日 - 2022年08月01日 | 防大34期              | 陸上自衛隊中央業務支援隊長 兼 市ヶ谷駐屯地司令              | 第13旅団長                                       |
| 40 | 相園和宏        | 2022年08月02日 -                | 防大37期              | 北部方面総監部幕僚副長                                      |                                                  |